# Виларс де Арбека
Виларс-де-Арбека (775 до н. э. — 325 до н. э.) — крепость, расположенная на Пиренейском полуострове. Она стоит на равнине в 4 км от Арбеки (комарка Гарригес). Виларс-де-Арбека была построена в 8 веке до нашей эры людьми «археологической культуры полей погребальных урн». Крепость была построена на равнине, а не в холмистой местности, где было бы легче организовать защиту. Она возвышается над ручьём и контролирует подступ к воде и полям.
Крепость была непрерывно заселена непрерывно на протяжении четырёхсот лет. Название крепости произошло из-за обычая сохранять в керамических сосудах погребальный пепел. Её строители поддерживали связи с другими культурами Средневековья. Двести лет спустя обитатели Виларс де Арбека прошли процесс иберизации. Трансформация привела к появлению народа, который древние авторы именовали иллергетами (Ilergetes).
В 1998 году женералитетом Каталонии памятник был объявлен объектом культурной ценности, в категории национальный интерес.